# Porlamar
Porlamar – największe miasto na wenezuelskiej wyspie Margarita.
Miasto zostało założone w przez Hiszpanów w 1553. W 2001 liczyło 62 732 mieszkańców, a w 2006 już 87 120 mieszkańców.
W mieście rozwinął się przemysł spożywczy.

## Miasta partnerskie
- Cancún
- Cartagena de Indias
- Miami